# Print & Play
Print-&-Play-Spiele (Druck-und-Spiel-Spiele) werden nicht in physischer Form veröffentlicht. Stattdessen sind die Regeln und die meisten oder alle Komponenten in einem digitalen Format verfügbar. Von den Spielern wird erwartet, dass sie diese ausdrucken und selbst zusammenbauen. Oft sind auch einige zusätzliche, nicht druckbare Komponenten erforderlich, wie Würfel oder Stifte. Von einigen bereits veröffentlichten Spielen existieren ebenfalls Print-&-Play-Versionen.
Je nach Umfang der benötigten Materialien, wie Spielbretter, Karten und Token, die ausgedruckt, ausgeschnitten und in manchen Fällen zusammengeklebt werden, variiert die Zeit zum Erstellen des Spiels.
Es gibt viele Print-&-Play-Spiele im Internet, oft sogar kostenlos. Einige Verlage veröffentlichen ihre Spiele als Print & Play zu Promotionszwecken, um eine einfache Möglichkeit zu bieten, das Spiel schon einmal vor dem Kauf auszuprobieren.
Einfache Spiele wie Kniffel, Schiffe versenken oder Stadt, Land, Fluss funktionieren mit Würfeln oder nur mit Stiften und Papier. Die Spielpapiere können sogar von Hand schnell gezeichnet statt gedruckt werden.